# Omegle
O Omegle foi um website de chat online gratuito que permitia que os usuários socializassem sem a necessidade de se registrar. O serviço aleatoriamente pareava usuários em sessões de chat um a um onde eles batiam papo anonimamente. 
O site foi criado por Leif K-Brooks, de 18 anos, de Brattleboro, Vermont e foi lançado em 25 de março de 2009. Menos de um mês depois do lançamento, o Omegle acumulava cerca de 150,000 visualizações de página diárias, e em março de 2010 introduziu o modo de vídeoconferência. Segundo Leif, a ideia de criar o site foi quando o mesmo sentia a necessidade de conversar e se aventurar pelo mundo e diversas culturas pois o mesmo vivia em uma cidade muito pequena e não tinha muitos amigos.
Foi comparado com o AOL do início dos anos 90.
Em 8 de novembro de 2023, Leif K-Brooks anunciou o encerramento do Omegle, devido a desafios insuperáveis, enfatizando seus esforços para preservar a segurança dos usuários diante do aumento do mau uso de alguns usuários.

## Características
O Omegle era inicialmente um chat limitado a texto que pareava os usuários aleatoriamente para se comunicar como "estranhos". No entanto, em 2010, o Omegle introduziu um modo de vídeo para complementar o modo de chat de texto, o qual pareia estranhos que estejam usando webcams e microfones. O chat de vídeo Também tem uma janela de texto embutida.
Em 2011, a versão nova de uma nova característica, "Modo Espião" foi introduzida. No Modo Espião (Pergunta), os usuários tem duas opções: Ser "espião" e fazer uma pergunta de dois estranhos, ou discutir uma pergunta com outro estranho. Como o espião, o usuário coloca qualquer pergunta para os dois estranhos responderem ou discutir e pode visualizar a discussão como um terceiro, embora sem poder contribuir com a conversa. O espião pode sair a qualquer momento sem finalizar o bate papo dos dois outros estranhos. Se em vez disso um usuário escolher discutir uma pergunta, como em modo de texto normal, o usuário é pareado com outro estranho e pode discutir a pergunta que o espião perguntou até o ponto que o outro estranho decide desconectar e/ou avança para outra pergunta.
Em 2012, o Omegle adicionou uma nova função especial para os modos de vídeo e texto, a opção de inserir tags de "interesse". Adicionar interesses deixa que os usuários sejam pareados com um estranho que tem algo em comum com o usuário. Um usuário pode inserir quantos interesses quiser, e se nenhum match disponível é encontrado, o usuário é pareado com um estranho completamente aleatório.
Em 2013, uma versão não monitorada do chat de vídeo foi aberta, deixando a seção de vídeo de conteúdo original controlada por moderador aberta para qualquer um que tivesse treze anos ou mais contanto que o conteúdo do vídeo dele ou dela fosse limpo. Inicialmente, conteúdos adultos questionáveis na seção de vídeo do Omegle eram filtrados usando apenas algoritmos de reconhecimento de imagem. A mais nova seção de vídeo não monitorado permite adultos consentidos maiores de 18 anos visualizar, e compartilhar uns com os outros, transmissões de vídeo explícitas e sem censura.
Em 2014, o Omegle começou a experimentar com um modo de "Chat Dormitório", o qual exige que os usuários providenciem um endereço de email acabando em ".edu" para verificar se eles estão associados com uma faculdade ou universidade. O Chat Dormitório permite que os usuários conversem com seus colegas de classe no Omegle.
Em 2015, o Omegle começou a implementar as medidas de segurança do ReCAPTCHA para ajudar a reduzir a quantidade de bots no site. Isso, no entanto, encontrou com reclamações de que os bots permanecem e uso legítimo é excessivamente interrompido.
Durante o final de 2019 e início de 2020, o Omegle começou a criticar o Partido Comunista da China, e a expressar apoio pelos 20 protestos de Hong Kong de 2019, com uma imagem da bandeira americana na primeira página com as palavras "Xi Jinping (Secretário Geral do Partido Comunista da China) certamente se parece com o Ursinho Pooh".

## Controvérsia
Antes do início de 2013, o site não censurava contribuições através de um filtro de profanidade e usuários reportaram encontrar nudez ou conteúdo sexual na câmera. Depois de Janeiro de 2013, o Omegle implementou um chat de vídeo "monitorado", para monitorar mau comportamento e proteger pessoas menores de 18 anos de conteúdo potencialmente prejudicial, incluindo nudez ou conteúdo sexual. No entanto, o monitoramento não é muito efetivo, e usuários podem muitas vezes escapar dos bans. Para complementar o chat de vídeo monitorado, o Omegle também apresenta um chat de vídeo "não monitorado" que não é monitorado para conteúdo sexual. K. Brooks reconheceu o conteúdo questionável do site, certa vez expressando desapontamento pelo jeito no qual o site havia sendo usado.
O Omegle e outros sites de chat aleatórios experienciaram uma onda de popularidade devido a pandemia do COVID-19, e um aumento de influencer sociais populares do YouTube e TikTok usando o website. Isso também causou o aumento de menores usando o website. Numerosos avisos, boletins e advertências foram emitidos por ambas regionais e aplicação da lei estadual, Como tinha havido grandes aumentos em denúncias de crime virtual envolvendo exploração sexual de menores ocorrendo no Omegle devido a onda de popularidade.
O Omegle enfrenta atualmente um processo de US $22 milhões que foi arquivado em 2019, Em relação a um ex-usuário do site que se tornou uma vítima de exploração sexual infantil. Em 2014, a autora de até então 11 anos se conectou ao Omegle e encontrou um Pedófilo canadense que a chantageou para escrivão sexual digital. O processo alega que o Omegle permitiu conscientemente o emparelhamento de menores com pedófilos devido a um aviso na tela inicial que dizia: “Os predadores são conhecidos por usar o Omegle, então tenha cuidado”. O Omegle desde então removeu esse aviso do website.